# 5127 Bruhns
5127 Bruhns eller 1989 CO3 är en asteroid i huvudbältet som upptäcktes den 4 februari 1989 av den belgiske astronomen Eric W. Elst vid La Silla-observatoriet. Den är uppkallad efter den dansk-tyske kompositören Nicolaus Bruhns.